# Якоб Новак
Якоб Новак (словен. Jakob Novak, нар. 4 березня 1998) — словенський футболіст, півзахисник казахстанського клубу «Женіс», у якому грає в оренді з румунського клубу «Оцелул». Виступав також за низку словенських і закордонних клубів. Дворазовий чемпіон Словенії.

## Клубна кар'єра
У професійному футболі Якоб Новак дебютував 2016 року виступами за команду «Олімпія» (Любляна), в якій грав до 2018 року, а в сезоні 2015—2016 років став у складі команди чемпіоном Словенії. Протягом 2017—2018 років Новак грав у оренді в клубі «Рудар» (Веленє).
У 2018 році футболіст перейшов до складу клубу «Целє», в якому грав до 2021 року. У складі «Целє» півзахисник в сезоні 2019—2020 років удруге в кар'єрі став чемпіоном Словенії.
У 2021 році словенський півзахисник став гравцем турецького клубу «Болуспор», а на початку 2023 року перейшов до складу казахського клубу «Атирау». На початку 2025 року Якоб Новак став гравцем румунського клубу «Оцелул», з якого футболіста відразу віддали в оренду до казахського клубу «Женіс».

## Виступи за збірні
У 2013 році Якоб Новак дебютував у складі юнацької збірної Словенії, загалом на юнацькому рівні взяв участь у 44 іграх, відзначившись 2 забитими голами.
У 2019 році Новак зіграв свій єдиний матч у складі молодіжної збірної Словенії.

## Титули і досягнення
- Чемпіон Словенії (2):

«Олімпія» (Любляна): 2015–2016
«Публікум» (Цельє): 2019–2020